# Sclavie salarială

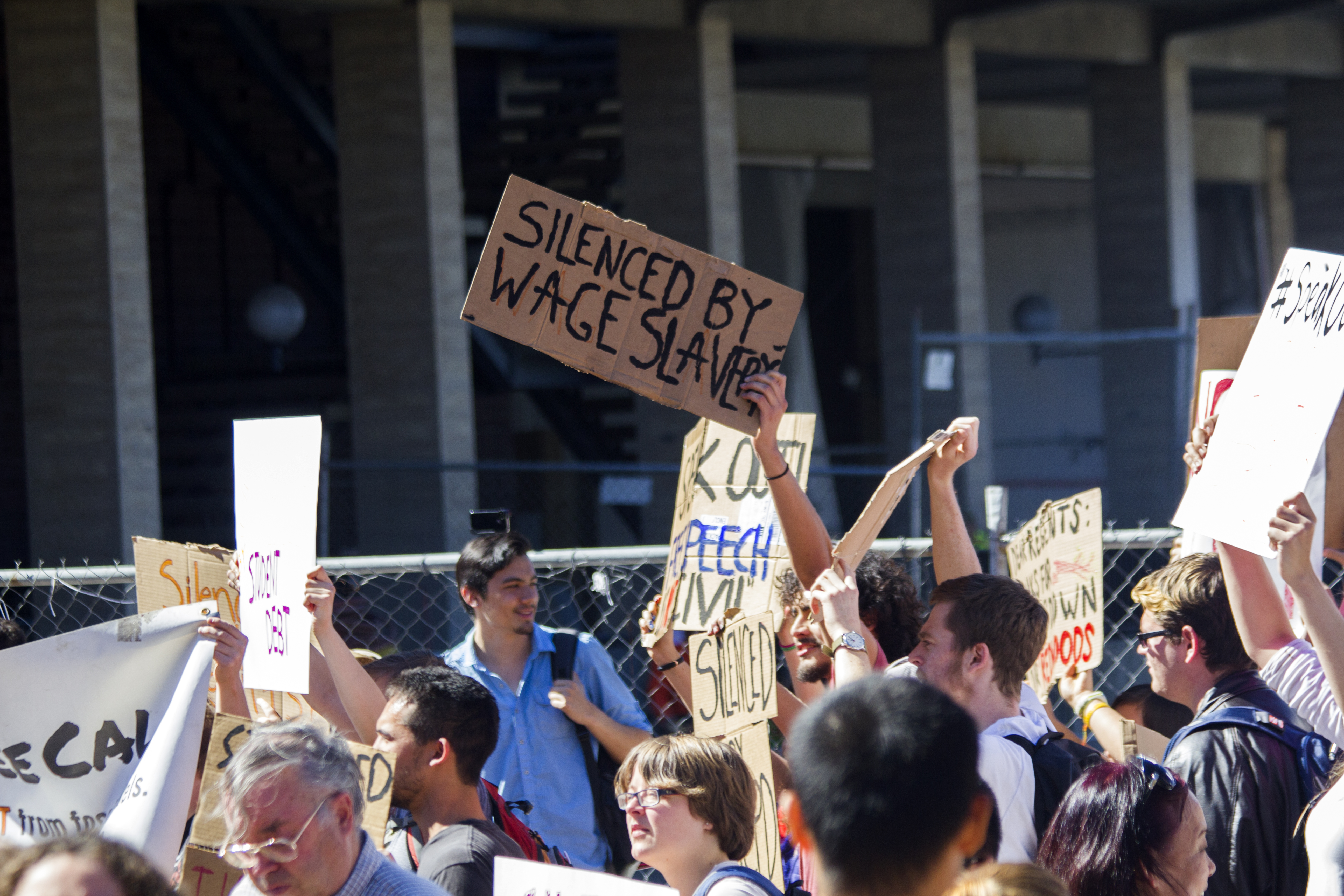
Un demonstrant protestează cu mesajul „Redus la tăcere de sclavagismul salarial”

Sclavia salarială este o formă de sclavie cvasivoluntară, în care existența unei persoane depinde de salariu, mai ales când dependența este totală și imediată. Este un termen folosit pentru a face o analogie între sclavie și munca salariată, concentrându-se pe asemănările dintre deținerea și închirierea unei persoane. Termenul de sclavie salarială a fost folosit pentru a critica exploatarea economică și stratificarea socială, prima fiind văzută în primul rând ca putere inegală de negociere între forță de muncă și capital (în special atunci când lucrătorii sunt plătiți cu salarii relativ mici, de exemplu în ateliere), iar cea din urmă ca o lipsă de autogestionarea lucrătorilor, îndeplinirea opțiunilor de muncă și petrecerea timpului liber într-o economie.